# Đầu máy JNR lớp C10
JNR lớp C10 là một dòng đầu máy hơi nước với cấu hình bố trí bánh xe 2-6-4T được chế tạo bởi Đường sắt Chính phủ Nhật Bản (JGR) từ năm 1930. Đã có tổng cộng 23 đầu máy lớp C10 được chế tạo và người thiết kế ra mẫu đầu máy này là Shima Hideo. Chúng được đánh số từ C10 1 đến C10 23. Nhưng trong số 23 đầu máy được chế tạo, chỉ có duy nhất đầu máy C10 8, được bảo quản và vẫn đang còn hoạt động trên Đường sắt Ōigawa. Sau này, chúng trở thành nền tảng cho đầu máy JNR lớp C11 được chế tạo lần đầu vào năm 1932.

## Hiện vật
- C10-8 – Đường sắt Ōigawa